# Corps Hannovera Hannover
Koordinaten: 52° 22′ 40,7″ N, 9° 43′ 35,8″ O

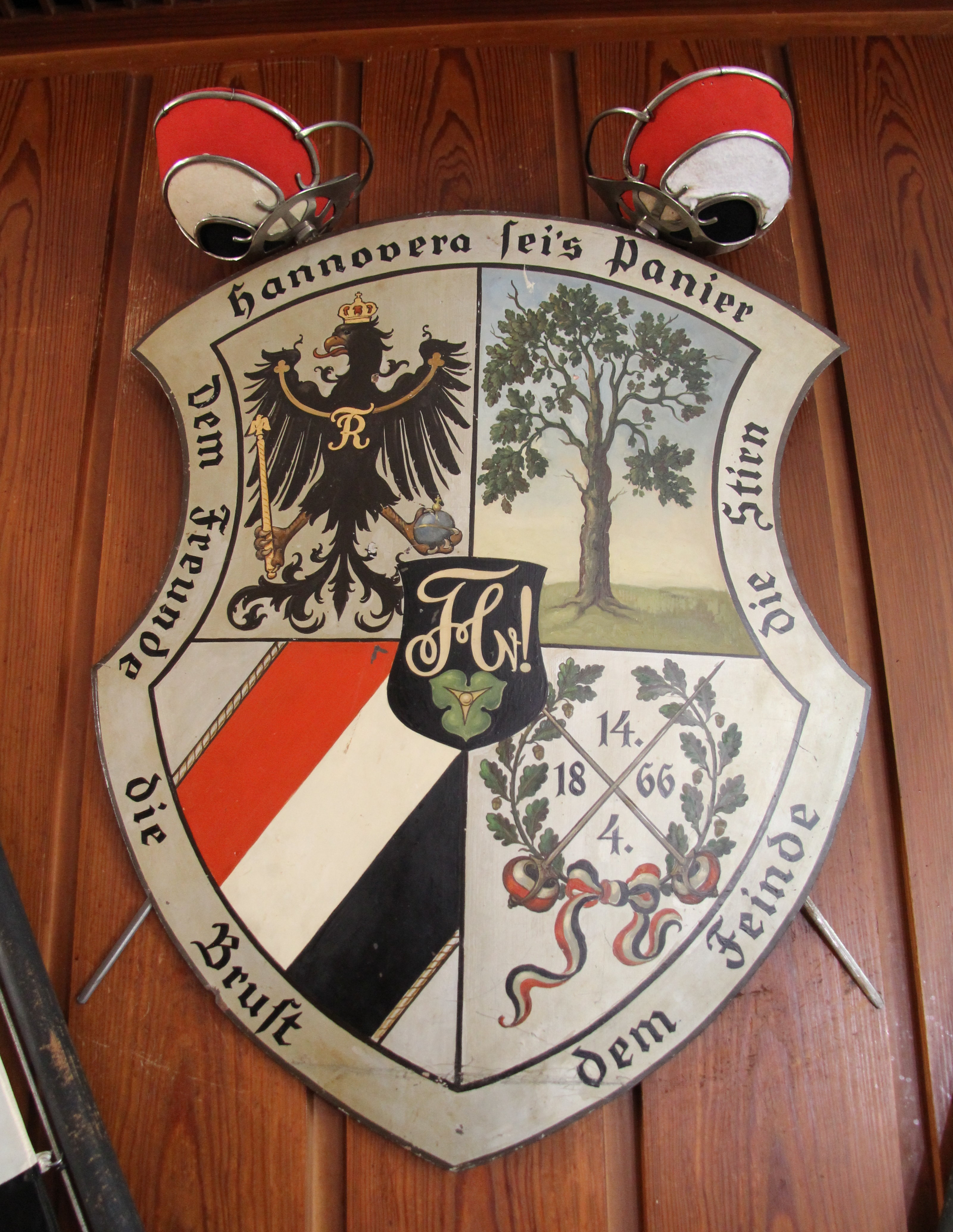
Wappen in der derzeitigen Kneipe des Corps mit zwei gekreuzten Schlägern und Wahlspruch

Das Corps Hannovera ist eine farbentragende und pflichtschlagende Studentenverbindung in Hannover. Das Corps ist Teil des Weinheimer Senioren-Convents (WSC) und wurde am 14. April 1866 als Blase Germania gegründet.

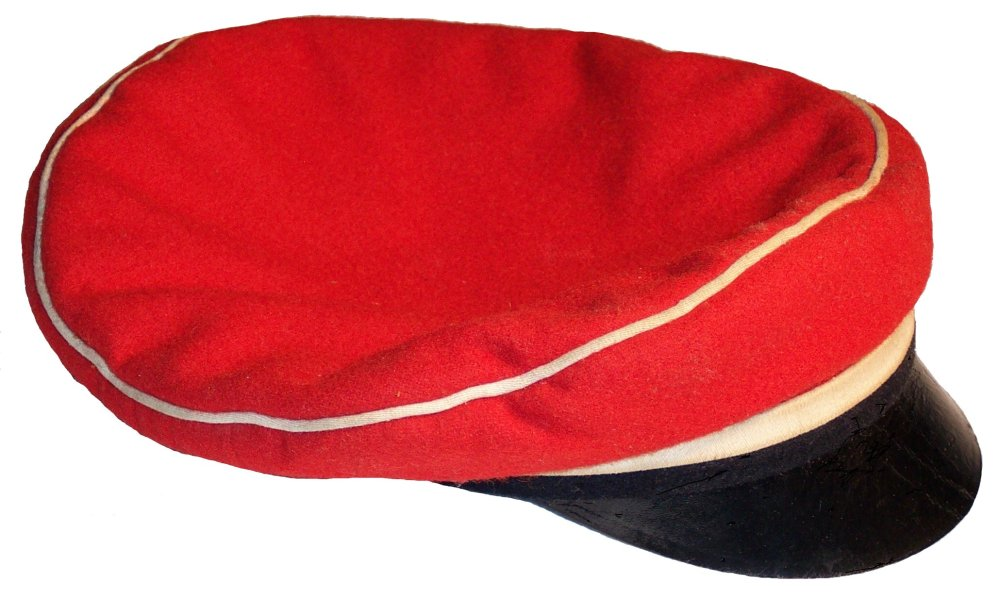
Burschenmütze des Corps Hannovera Hannover

## Couleur, Wappen und Wahlspruch

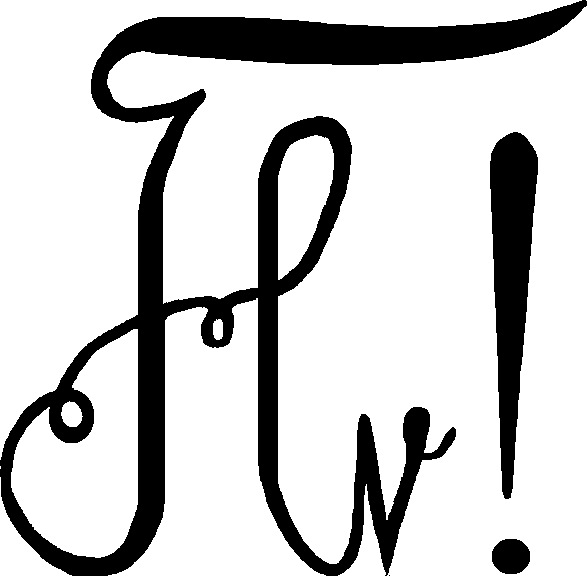
Zirkel

Das Burschenband hat die Farben Rot-Weiß-Schwarz und das Fuchsenband Rot-Weiß-Rot – beide mit silberner Perkussion. Die Burschenmütze ist rot mit schwarzem Schirm und ihr oberer Teil ist trapezförmig.
Die Mitglieder der ehemaligen Corps Neo-Franconia zu Breslau und Corps Ostfalia zu Hannover – beide sind im Corps Hannovera aufgegangen – tragen zudem ihre eigenen Bänder. Neo-Franconia hat die Farben Rot-Gold-Blau auf Silbergrau und Ostfalia hat die Farben Blau-Weiß-Orange. In der Satzung ist festgelegt, dass das Corps Hannovera die Traditionen der in ihr aufgegangenen Verbindungen weiter pflegt. Daher trägt der Senior bei offiziellen Veranstaltungen alle drei Bänder.
Das am 29. Juni 1867 eingeweihte Wappen ist in vier Felder unterteilt mit einem Feld in der Mitte, auf dem sich das Kleeblatt aus dem Wappen der Stadt Hannover und der Zirkel der Hannovera befindet. Auf den weiteren Feldern befinden sich der preußische Adler, die deutsche Eiche, die Farben der Hannovera und ein Paar gekreuzte Schläger in einem Kranz mit Gründungsdatum. Es enthält den Wahlspruch und die Losung: Hannovera sei’s Panier!
Bei der Gründung des Corps wählte man sogleich den noch heute gültigen Wahlspruch „Dem Freunde die Brust, dem Feinde die Stirn“. 

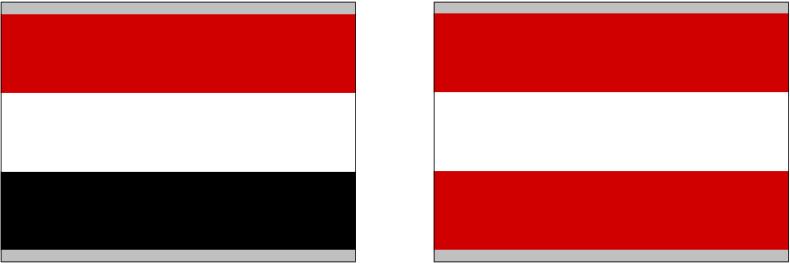
Burschenfarben Fuchsenfarben

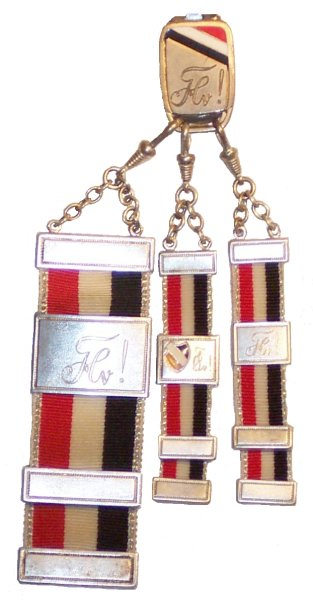
Zipfelbund

## Mensuren
Das Corps hat zwei Pflichtpartien: Eine Fuchsenpartie und eine Burschenpartie. Diese werden üblicherweise im Hannoverschen Waffenring ausgetragen. Wegen eines Streits um das Wangenleder in Hannover (Hochcomment und ad tempo) wurden Partien auch in Braunschweig (Tiefcomment Wechseltempo) gefochten.

## Geschichte
Die Gründung einer schwarzen, satisfaktiongebenden Blase Germania erfolgte aus der studentischen Gemeinschaft Germania in Hannover. 1886 entschlossen sich die Studenten der Polytechnischen Schule Behnke W., Gerstenkorn J., Rommel G., Meyer H. und Meyer F. nicht einer bestehenden Blase beizutreten, sondern eine neue Blase zu gründen. Vor der Gründung schlossen sich Flügge, Lauenstein und Wilhelms an. Damals trugen die Mitglieder der Verbindung ausschließlich auf Kneipen Farben schwarz-rot-goldene Bänder, Bierzipfel und schwarze Stürmer. Das öffentliche Tragen von Farben und Waffen wurde abgelehnt. Forderungen auf schweren Säbel wurden teilweise angenommen. Bestimmungsmensuren waren unüblich, jedoch war die Teilnahme der aktiven Mitglieder seit dem 13. Oktober 1867 verbindlich. Noch im Jahr der Gründung wurden der Name Hannovera und die Farben des Norddeutschen Bundes (Schwarz-Weiß-Rot) angenommen, die zu einem nicht überlieferten Zeitpunkt in der Reihenfolge geändert wurden. Die Hannovera trat am 22. Juni 1874 dem Akademischen Verein bei, dem auch die Hannoverschen Corps und Landsmannschaften angehörten. Am 9. Dezember 1875 wurde die Hannovera von der Polytechnischen Schule anerkannt und die Satzung genehmigt. Als Blase waren Fragen wie das Tragen von Farben, die Anschaffung von eigenen Waffen und die Frage zur Satisfaktion bzw. Ehrenhändeln Conventsthema. Das Tragen von Farben wurde mehrmals zur Wahrung der eigenen Prinzipien abgelehnt. Zusammen mit sieben weiteren schwarzen Verbindungen wurde am 10. Januar 1885 der Fuldaer-Vertreter-Convent (FVC) gegründet, welcher einen übergeordneten Zusammenschluss gleichgesinnter Verbindungen darstellte. Im Wintersemester 1888 wurden eigene Waffen angeschafft, um den Fechtbetrieb aufrechtzuerhalten.

### Neo-Hannovera
Aufgrund eines Interessenkonflikts spaltete sich die Aktivitas und die Altherrenschaft der Hannovera und es wurde die farbentragende und freischlagende Verbindung Neo-Hannovera gegründet. Konfliktpunkt war das Tragen von Farben. Die Aktivitas sah sich 1892 als Wildenschaft zunehmend ausgegrenzt „So sehen wir die Hannovera im Anfange der zweiten Hälfte der 80er Jahre durch die Macht der Verhältnisse von der Führung zurück- und aus der Wildenschaft hinaus in eine isolierte Stellung gedrängt; ihr Hauptprinzip ist gegenstandslos geworden“ (Chronik der Neo-Hannovera) und wollte so das Ansehen an der Technischen Hochschule steigern. Anerkennung durch den Rektor und Senat der Technischen Hochschule erhielt die Neo-Hannovera am 11. November, nachdem die FVC-Verbindung Hannovera für vorläufig suspendiert erklärt wurde. 21 der 96 Alten Herren traten zur Neo-Hannovera über. Inventar, Waffen und Kasse blieben bei Hannovera und sowohl Zirkel als auch Wappen durften nicht angenommen werden und wurden daher geringfügig abgeändert übernommen. Die Farben durften die Neo-Hannovera weiterführen und Mittel zur Beschaffung eines neuen Mensurzeugs zuerkannt. Grausamtener Vollwichs (der später schwarz gefärbt wurde) mit Baretts wurde im SS 1892 angeschafft. Es wurde zu dieser Zeit das Matrikulationsprinzip eingeführt. Bis 1894 musste die Neo-Hannovera von fremden Verbindungen unter anderem der Berolina gestützt werden. Bis zu diesem Zeitpunkt wurden nur Kontrahagen ausgetragen und die Neo-Hannovera drängte darauf, Bestimmungsmensuren einzuführen. Streitigkeiten wurden als pp-Suiten oder Hatzen ausgetragen und mussten innerhalb von acht Tagen ausgefochten werden.
Anlässlich des 80. Geburtstags von Otto von Bismarck 1895 war die Neo-Hannovera mit 25 Mitgliedern ebenfalls unter 6000 Studenten und Rektoren der damals 29 deutschen Universitäten an der Huldigungsfahrt der Studentenschaft nach Friedrichsruh beteiligt. Als Vertreter der Technischen Hochschule und Vorsitzender des Studentenausschusses war das inaktive Mitglied Schweibel bei Bismarck zur Tafel geladen.
Als renonciertes Corps trat Neo-Hannovera am 30. Juni 1898 in den Hannoverschen Senioren-Convent (HSC) ein. Am selben Tag wurde Neo-Hannovera in Weinheim einstimmig als Corps in den Corps-Verband Weinheimer Senioren-Convent (WSC) aufgenommen. Dies hatte mehrere Änderungen und Anpassungen zur Folge, zum Beispiel die Einführung des Lebensbundprinzips. Seit dem WS 1900/01 werden rote Pekeschen zu den 1895 eingeführten roten Mützen mit schwarz-weißem Streifen bei Burschen und mit rot-weißem Steifen bei Füchsen getragen. Am 14. Januar 1901 wird der Beschluss gefasst, ein Haus in der Straße „Am Taubenfelde“ zu kaufen. Am 19. April 1901 wird das Haus erworben und umgebaut, im Februar 1902 ist es bezugsfertig und bleibt bis zum Zweiten Weltkrieg das Haus des Corps Hannovera.

### Hannovera
Auf Antrag der Hannovera wurden Bestimmungsmensuren zwischen den einzelnen FVC-Verbindungen ermöglicht und zur Gewohnheit. Ein eigenes Verbindungshaus in der Hausmannstraße kaufte das Corps im Jahre 1898. Nach Auflösung des FVCs 1902 wurde im Folgejahr der Mündener Vertreter Convent (MVC) gegründet, dem 1904 neben der MVC-Verbindung Hannovera acht weitere Verbindungen angehörten. Zu dieser Zeit wurde von der Hannovera schwarzer Vollwichs mit Baretts angeschafft. Seit dem Ersten Weltkrieg war die Hannovera die einzige schwarze Verbindung an der Hochschule Hannover.

### Corps Hannovera
Nach dem Ersten Weltkrieg, in dem die Mehrzahl der Mitglieder gefallen sind, führte der Umstand, dass die Hannovera die einzige schwarze Verbindung in Hannover war, Briefwechsel an die Front, Aussprachen sowie Zusammenkünfte zu einer Wiedervereinigung mit der Neo-Hannovera.
Der 31. Mai 1919 ist das Datum der Wiedervereinigung der Verbindung Hannovera und des Corps Neo-Hannovera zum Corps Hannovera. Der WSC befürwortete, dass die Hannovera neu in der Neo-Hannovera als Corps Hannovera aufgehen sollte. In der Chronik des WSC 1927 steht folgendes: „So hatte zwar die alte Hannovera ihr Anfangsziel, die Wildenschaft zu einigen, nicht erreicht, aber auf anderm Wege durch Anschluß an den stärkeren Verband des SC einen wichtigen Baustein zur Einigung des Kerns der Studentenschaft,…“. Das Haus in der Hausmannstraße wurde verkauft.
1919 trat der CC der Hannovera dem Zeitfreiwilligen Bataillon 1 der Technischen Hochschule, welche der Reichswehrbrigade Hannover beistand und ihr taktisch unterstellt war, bei. Sie sorgten bewaffnet in Hannover für „Ruhe und Ordnung“, wurden zur Arbeitsleistung im Eisenbahnbetrieb während des Eisenbahnerstreiks herangezogen und griffen beim Kapp-Putsch ein. Der CC der Hannovera stellte kurz vor Ostern den 2. und 3. Zug einer Kompanie aus dem HSC des Freikorps Maercker unter der Führung ihres Mitgliedes Schröder, die an der Niederschlagung des Ruhraufstands beteiligt war.

### Kameradschaft Hannovera
Nach 1934 machte sich das Streben der Nationalsozialisten nach Totalitarität gegenüber dem Waffenstudententum bemerkbar, was Auseinandersetzungen mit dem Nationalsozialistischen Deutschen Studentenbund und den Korporationen zur Folge hatte. So wurden im Corps Hannovera ohne nennenswerten Widerstand das Führerprinzip und der Wehrsport eingeführt. Im November wurde eine Zulassung für eine Wohnkameradschaft erteilt.  Das Streben nach Alleinherrschaft des NSDStB und das Problem, dass Verbindungen nur noch die Auseinandersetzungen über die in sich uneinigen Dachverbände austragen konnten, führten dazu, dass sich das Corps Hannovera weiter zu einer Zusammenarbeit mit dem Studentenbund entschloss. Am 16. Oktober 1935 fiel der CC Beschluss, die Aktivitas des Corps Hannovera dem Nationalsozialistischen Deutschen Studentenbund (NSDStB) zur Verfügung zu stellen (der AHC bestätigte dies am 18. Oktober unter der Bedingung, dass sich der WSC auflöst). So wurde nach Auflösung des WSC am 20. Oktober das Haus der Kameradschaft Hannovera bereitgestellt. Die AHV blieb jedoch bestehen. Neben der Burschenschaft Germania und der Turnerschaft Tuisco war das Corps Hannovera im WS 1935/36 eine der wenigen Bünde in Hannover, die nicht resigniert hatten, aufgelöst wurden oder suspendiert hatten. Das Verhältnis zum NSDStB war durch Spannungen geprägt, insbesondere als am 24. Februar 1936 alle Kameradschaften ehemaliger schlagender Verbindungen durch Verfügung der Reichsstudentenführung aufgelöst werden sollten. Im WS 1936/37 wurde die Kameradschaft aufgelöst, Aktivenbetrieb und Fechtbetrieb wurden nahezu unmöglich. Der Erhalt des Aktivenbetriebs und der Zusammenhalt zur Altherrenschaft wurden im Sommer 1937 neu definiert und die Kameradschaft VIII durch die Reichsstudentenführung erneut anerkannt und genehmigt. Schläger und schwere Säbelpartien waren verboten, und so wurden Ehrenhändel auf leichten Säbel und Pistole ausgetragen. Die Zusammenarbeit zwischen der Kameradschaft und der NSDStB verbesserte sich, und es wurde dem Vorsitzenden der AHV zugesichert, dass bei Traditionsfeiern wieder Couleur getragen werden konnte. Nicht arische Mitglieder mussten sich aus der Kameradschaft und der AHV „freiwillig“ zurückziehen. Es blieb während der gesamten NS-Zeit die Freundschaft zu ihnen erhalten. Einige Mitglieder traten aus. 1938 wurde das Haus auf unbestimmte Zeit leihweise dem Studentenbund zur Verfügung gestellt, und die Kameradschaft übernahm die Führung der Kameradschaft IX (Traditionsträger der Corps Saxonia, Slesvico-Holsatia und Ostfalia auf dem Kameradschaftshaus des aufgelösten Corps Slesvico-Holsatia). Durch Übernahme von Ämtern in der Studentenführung an der Technischen Hochschule Hannover konnten die Rahmenbedingung für den Aktivenbetrieb teilweise verbessert werden. Aber zu diesem Zeitpunkt waren die Einflüsse des NS-Regimes an der Hochschule sowie in der Kameradschaft erheblich: die Aktiven trugen feldgrau auf den Veranstaltungen, es wurden schwarze Zipfel ohne Zirkel ausgetauscht etc. Mit Beginn des Krieges wurden 37 Kameraden eingezogen.

### Kameradschaft Werner von Siemens
1940 wurde die Umbenennung von der Reichsstudentenführung genehmigt. Auf einer Feier beim Rektor wurde durch den Vertreter der Reichsstudentenführung dem Kameradschaftsführer am 25. Februar 1940 eine entsprechende Urkunde überreicht.
Die AHV wurde in Altherrenschaft Werner von Siemens umbenannt, die am 20. März 1943 aufgelöst und dem NS-Altherrenbund überführt wurde. Aufgrund der eingeführten Hauszinssteuer musste das Haus dem NSDStB überschrieben werden. Das Haus wurde zunehmend beschädigt und am 25. März 1945 völlig durch einen Luftminenvolltreffer zerstört. Der Aktivenbetrieb kam im WS 1944/45 zum Erliegen.

### Nach dem Zweiten Weltkrieg

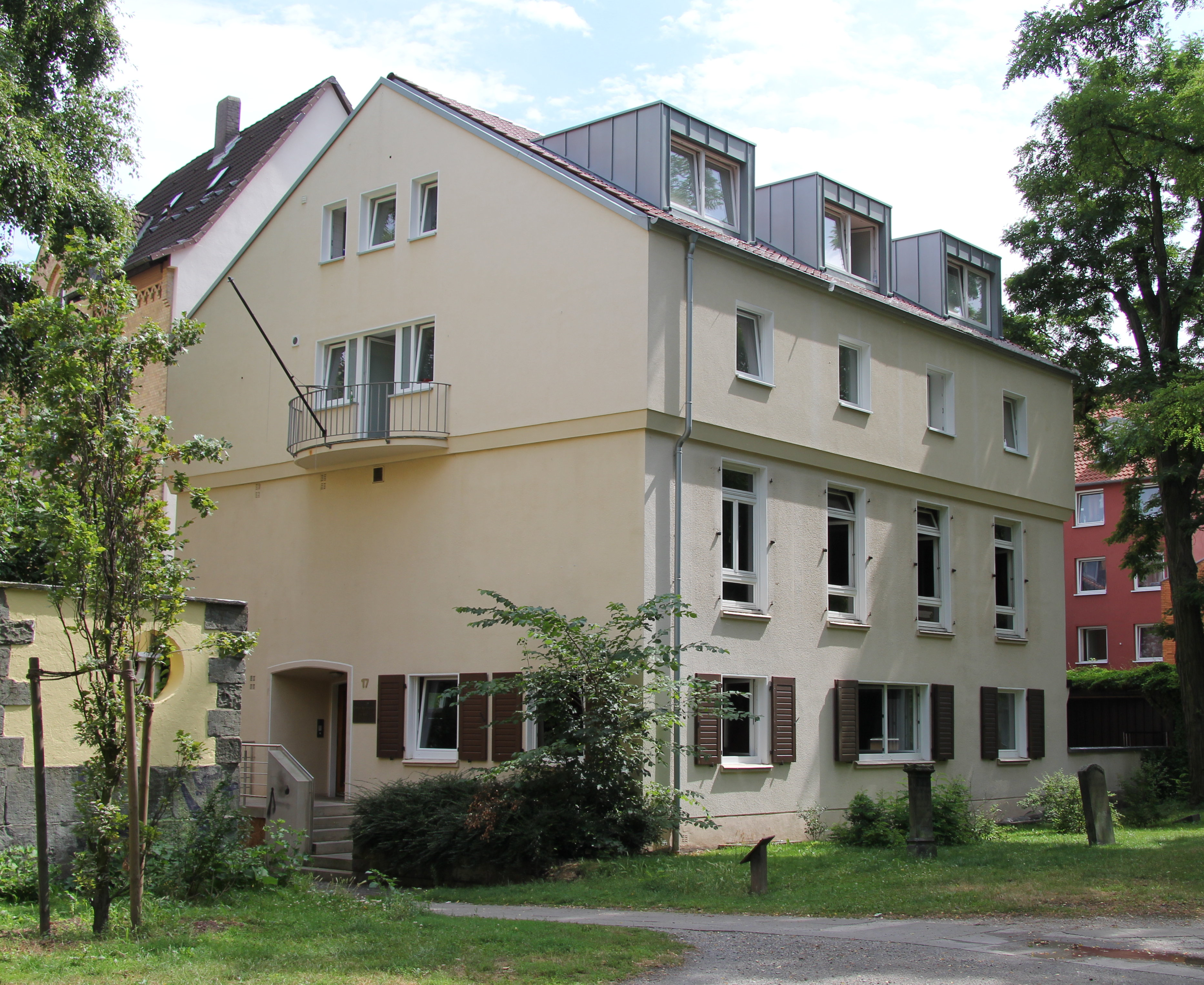
Haus des Corps Hannovera in der Theodorstraße

Alle Vereinigungen waren durch die Militärregierung aufgelöst worden, die erst mit der am 15. Januar 1948 erlassenen Verordnung der britischen Militärregierung Nr. 122 die Möglichkeit zur Neugründung erhielten. Seit dem 3. März 1948 konnte mit Hilfe des Hochschuloffiziers Carter die Zulassung für den Korporationsbetriebe unter dem Namen Hochschulclub Hannover durch die Aktiven erwirkt werden. Das alte Haus wurde auf dem von der Hochschule zur Verfügung gestellten Grundstück eingeschossig wieder aufgebaut und am 17. Dezember 1949 eingeweiht. Bevor der HSC und WSC mit durch die Hannovera neu gegründet wurden, wurden die Ziele der Hannovera kontrovers (wegen der Einflüsse aus NS- und Besatzungszeit) mit der ehemaligen Aktivitas und Inaktivitas diskutiert. Von der Altherrenschaft wurde festgelegt, dass es nur Ziel der Hannovera sein kann ein farbentragendes, schlagendes Corps zu sein. Durch das Tragen von Couleur (erst Band danach auch Mütze), Umbenennen des BC in CC und dem Pauken mit dem Schläger wurde am 3. Nov. 1950 aus dem Hochschulclub Hannover der Hochschulclub Hannovera. Rektor und Senat genehmigten am 22. Februar 1952 den Antrag, sich wieder Corps Hannovera zu nennen. 1954 wurde mit dem Bau eines neuen Hauses in der Theodorstraße 17 begonnen, welches am 10. Dezember 1955 fertiggestellt wurde. Das Ansehen des Corps Hannovera war bis 1955 bei Rektor, Senat und den Kommilitonen wieder gestiegen. Die Aktiven der Hannovera bekleideten lange Zeit hohe Ämter in der studentischen Selbstverwaltung, der studentischen Kammer und war an der Bildung von Studentenausschüssen beteiligt, in welche sie von den Kommilitonen gewählt wurden. Die 1948 durch den britischen Hochschuloffizier zugelassene Fassung der Satzung für den Hochschulclub Hannover wurde 1959 überarbeitet und vom Rektor Technischen Hochschule genehmigt. 1962 wurde die unbedingte Satisfaktion mit der Waffe abgeschafft.

### Seit 1990
1997 wurde durch Beschluss auf dem ACC ein Arbeitskreis gegründet, der unter Leitung eines professionellen, externen, anfangs nicht positiv den Studentenverbindungen gegenüber eingestellten und bezahlten Moderators alle Traditionen und Werte des Corps Hannovera diskutieren sollte. Insbesondere wurden Fragen wie die Aufnahme von Fachhochschülern oder Frauen und das Abschaffen der Mensur kritisch zwischen den aus der Aktivitas abgestellten Burschen, den alten Herren und mit dem Moderator selbst diskutiert. Das Corps Hannovera fasste den Entschluss zur Fortführung der in der Satzung festgeschriebenen Werte und der Traditionspflege mit der Einschränkung, dass die Frauen und Kinder von Corpsbrüdern tiefer in das Corpsleben integriert werden sollten. Dies wurde mit einer Feier des Stiftungsfests auf der Wachenburg mit umfassenden Rahmenprogramm mit Frauen und Kindern zum Ausdruck gebracht.
Im Corps Hannovera gibt es heute (Stand: 2013) etwa 20 aktive Mitglieder und etwa 180 Alte Herren. Das Corps stützt sich hierbei auf zwei Vereine: Ein gemeinnütziger Verein (GHH) unterhält den Studentenwohnraum und den Mittagstisch, die Vereinigung Alter Herren des Corps Hannovera e. V. (AHV) finanziert den Corpsbetrieb.

## Gegründete Verbindungen
Das Corps Hannovera gründete 1878 die Verbindung Brunonia zu Braunschweig. Später wurde diese Verbindung zu einer Turnerschaft. Im Jahre 1886 wurde das Corps Berolina Berlin gegründet.

## Corps Ostfalia Hannover
1987 ging in Hannovera das Corps Ostfalia Hannover auf. Ostfalia wurde am 14. Juni 1869 am damaligen Polytechnikum in Hannover als Landsmannschaft gegründet und gehörte gemeinsam mit den Landsmannschaften Obotritia, Vandalia und Guestphalia dem Deutschen Landsmannschafter Convent (DLC) an. Am 16. Mai 1876 wurde sie in eine freischlagende farbentragende Verbindung umgewandelt. Am 6. Oktober 1877 erfolgte die Corpserklärung und am 18. Oktober der Beitritt zum SC zu Hannover, mit dem zuvor schon ein Paukverhältnis bestand.
Nach der Suspension in der NS-Zeit wurde Ostfalia am 28. Januar 1953 mit Unterstützung der Hannovera rekonstituiert. Ostfalia musste 1972 suspendieren. 1988 wurden alle Alten Herren des Corps Ostfalia Hannover das Band der Hannovera verliehen.

## Bekannte Mitglieder
- Rolf Anselm (* 1942), Bauingenieur, Professor an der Hochschule Bremen
- Alfred Eckhardt (1872–1960), Wasserbauingenieur und Baubeamter
- Paul Ehlers (1854–1934), Wasserbauingenieur
- Klaus Elgeti (1934–2022), Verfahrenstechniker, außerplanmäßigen Professor für Thermodynamik und Verfahrenstechnik an der RWTH Aachen (1972–1994)
- Richard Fischer (1870–1928), Architekt
- Franz Frese (1850–1932), Professor für Maschinenbau, Rektor der Technischen Hochschule in Hannover
- Gustav Glunz (1910–1982), NSDAP- und SA-Mitglied[2]; Ingenieur und Ministerialbeamter, Mitbegründer der europäischen Flugsicherungsbehörde Eurocontrol
- Robert Gürschner (1857–nach 1927), Bauingenieur
- Carl Hagemann (1867–1940), Chemiker, Vorstand der I.G. Farben, Kunstmäzen
- Wilhelm Heinrich (1882–1944), Baumeister, Direktor und Vorstandsmitglied der AG Ruhr-Lippe-Kleinbahnen
- Wilhelm Krüger (1871–1940), Wasserbau-Ingenieur, Hafenbaudirektor in Wilhelmshaven
- Heinrich Lahmann (1860–1905), Arzt und Naturheiler
- Hinrich Magens (1857–1925), Ingenieur und Unternehmer, Erfinder des Transportbetons
- Otto Meyer (1865–1939), Bauingenieur, Generaldirektor der Wayss & Freytag AG
- Carl Pirath (1884–1955), Verkehrswissenschaftler, Ordinarius für Eisenbahn- und Verkehrswesen der Technischen Hochschule Stuttgart
- Otto Ruprecht (1860–1946), Architekt und Baubeamter
- Georg Schmidt (1871–1955), Professor für Elektrotechnik, Rektor des Thüringischen Technikums
- Adolf Eugen Schulte (1874–1941), Vorstandsvorsitzender der Eisenbahnsignal-Bauanstalten Max Jüdel, Stahmer, Bruchsal AG, Geschäftsführer der Vereinigten Eisenbahn-Signalwerke GmbH, Aufsichtsratsvorsitzender der National-Jürgens-Brauerei AG
- Günther Schulze-Fielitz (1899–1972), Bauingenieur, Staatssekretär im Reichsministerium für Bewaffnung und Munition
- Kurt Sellnick (1894–1975), Schauspieler, Regisseur, Schriftsteller und Dramaturg
- Wilhelm Stein (1870–1964), Erbauer der Hamburger Hochbahn, Vorstandsvorsitzender und Aufsichtsratsvorsitzender der Hamburger Hochbahn AG
- Otto Steinhoff (1873–1931), Generaldirektor der Halberstadt-Blankenburger Eisenbahngesellschaft
- Hanns Teichmann (1929–2017), Professor für Siedlungswasserwirtschaft und Abfalltechnik
- Emil Thormählen (1859–1941), Architekt
- Hans Kurt Tönshoff (* 1934), Maschinenbauingenieur, Professor für Fertigungstechnik und spanende Werkzeugmaschinen an der Technischen Universität Hannover, Gründer und Vorstand des Laser-Zentrums Hannover, Gründer und Geschäftsführer des Instituts für Integrierte Produktion Hannover
- Fritz Torno (1881–1962), Architekt in Hannover
- Günter Warnecke (1937–2024), Universitätsprofessor für Fertigungstechnik, Werkzeugmaschinen und Betriebsorganisation
- Luis Weiler (1863–1918), Eisenbahn-Bauingenieur, Generaldirektor der siamesischen Staatsbahn
- Eduard Wendebourg (1857–1940), Architekt des Historismus
- Gustav Wesemann (1879–nach 1931), Vorstand der Deutschen Werke AG und der Berlin-Karlsruher Industrie-Werke AG
- Die beiden Großbauunternehmer Heinrich Hecker und Willi Meyer